# Pioneer (stacja metra)
- | Ilustracja                                |                                |
| Państwo                                   | Singapur                       |
| Data otwarcia                             | 28 lutego 2009                 |
| East West Line                            |                                |
| Poprzednia stacja                         | Boon Lay                       |
| Następna stacja                           | Joo Koon                       |
| Położenie na mapie SingapuruPioneer MRT   |                                |
| 1°20′15″N 103°41′49″E/1,337500 103,696944 |                                |
| \| \| Multimedia w Wikimedia Commons \|   |                                |
|                                           | Multimedia w Wikimedia Commons |

Pioneer – naziemna stacja Mass Rapid Transit (MRT) w Singapurze, która jest częścią East West Line, w Jurong West.